# Primera División de Vanuatu 2020
La VFF National Super League 2020 fue la 16.ª edición de la Primera División de Vanuatu. La temporada comenzó el 15 de octubre y culminó el 7 de noviembre de 2020.

## Equipos participantes
- Galaxy
- Iwoka FC
- LL Echo FC
- Malampa Revivors
- Patvuti FC
- Police FC
- RueRue FC
- Waterfall FC

## Fase de grupos
Actualizado el 7 de noviembre de 2020.

### Grupo A
| Pos. | Equipo               | Pts. | PJ | PG | PE | PP | GF | GC | Dif. |
| ---- | -------------------- | ---- | -- | -- | -- | -- | -- | -- | ---- |
| 1.º  | Malampa Revivors (Q) | 9    | 4  | 3  | 0  | 1  | 11 | 8  | 3    |
| 2.º  | RueRue FC (Q)        | 7    | 4  | 2  | 1  | 1  | 11 | 5  | 6    |
| 3.º  | Patvuti FC           | 4    | 4  | 1  | 1  | 2  | 8  | 8  | 0    |
| 4.º  | Police FC            | 4    | 4  | 1  | 1  | 2  | 10 | 14 | −4   |
| 5.º  | Waterfall FC         | 4    | 4  | 1  | 1  | 2  | 8  | 13 | −5   |

|  | Playoffs y Liga de Campeones de la OFC 2021 (Q) |
|  | Playoffs (Q)                                    |

### Grupo B
| Pos. | Equipo         | Pts. | PJ | PG | PE | PP | GF | GC | Dif. |
| ---- | -------------- | ---- | -- | -- | -- | -- | -- | -- | ---- |
| 1.º  | Galaxy (Q)     | 6    | 2  | 2  | 0  | 0  | 9  | 4  | 5    |
| 2.º  | LL Echo FC (Q) | 3    | 2  | 1  | 0  | 1  | 4  | 5  | −1   |
| 3.º  | Iwoka FC       | 0    | 2  | 0  | 0  | 2  | 6  | 10 | −4   |

|  | Playoffs y Liga de Campeones de la OFC 2021 (Q) |
|  | Playoffs (Q)                                    |

## Playoffs

### Semifinales
| Local            | Resultado | Visita     |
| ---------------- | --------- | ---------- |
| Galaxy           | 4 - 1     | RueRue FC  |
| Malampa Revivors | 3 - 2     | LL Echo FC |

### Tercer Lugar
| Local     | Resultado | Visita     |
| --------- | --------- | ---------- |
| RueRue FC | 0 - 6     | LL Echo FC |

### Final
| Local      | Global | Visita           |
| ---------- | ------ | ---------------- |
| Galaxy (C) | 5 - 0  | Malampa Revivors |